# Corrado Roma
Corrado Roma (Montesilvano, 31 gennaio 1961 – San Benedetto del Tronto, 28 novembre 2004) è stato un allenatore di calcio a 5, giocatore di calcio a 5 e calciatore italiano.

## Carriera

### Giocatore
Talentuoso fin da giovane e di carattere spigoloso, Roma era un libero dotato di una buona visione di gioco. Formatosi nel settore giovanile di Pescara e Sambenedettese, giocò a calcio fino ai venticinque anni con la maglia del Chieti con cui disputò un campionato di Serie C2 e quattro in Interregionale per un totale di 118 presenze in campionato (di cui 16 in Serie C2) e 7 in coppa Italia con la maglia neroverde. Nel calcio disputò un'altra stagione nel campionato Interregionale con la Rosetana nel 1990-1991. Parallelamente disputò i primi massimi campionati di calcio a 5 con la Pro Calcetto Avezzano
Approdò definitivamente al calcio a 5 nel 1987; la decisione maturò durante un torneo nazionale che si tenne nel palazzetto di via Senna a Montesilvano. Di ruolo universale, fu pioniere della disciplina in Abruzzo nonché capitano e bandiera del Pescara Calcio a 5 dei miracoli di cui facevano parte Luciano Arielli, Mario Patriarca, Gigi Marchionne e ancora Paolo e Massimo Marini, Paolo Pucci e Pietro Cesaroni. L'innata intelligenza tattica e un carisma non comune lo portarono a vestire la maglia della Nazionale e quindi nelle ultime stagioni ad affiancare al ruolo di giocatore quello di allenatore della squadra.

### Allenatore
Abbandonato il calcio giocato nel 1995, Roma proseguì l'attività di allenatore nel Pescara dove rimase per sette stagioni consecutive. Con gli adriatici raggiunse nella stagione 1999-00 una sorprendente qualificazione ai quarti di finale dei play-off scudetto dove vennero eliminati dal Genzano poi laureatosi campione d'Italia. La sua parentesi in Abruzzo si concluse con l'esonero nel corso della stagione 2001-02, al termine della quale il Pescara retrocesse comunque dopo aver perso i play-out contro i cugini del CUS Chieti. I migliori risultati sportivi Roma li raggiunse tuttavia lontano dall'Abruzzo. Nel novembre 2002 subentra a Giorgio Zito sulla panchina della blasonata BNL Ciampino, che protagonista di un avvio di stagione alquanto deludente, occupava il penultimo posto in classifica. Nonostante la situazione compromessa, il tecnico infuse sicurezza nei propri mezzi alla squadra, vincendo gli attriti dello spogliatoio capeggiato da Júlio Romanini. Raggiunta in extremis la qualificazione, nei play-off scudetto la BNL eliminò nel primo turno l'Augusta e nei quarti di finale la quotatissima Roma RCB, arrendendosi solo in Gara-3 della semifinale contro la Lazio. Il "miracolo" compiuto alla guida dei bancari lo proiettarono nella stagione seguente ad assumere la guida tecnica della Roma RCB dove confermò la propria preparazione tecnica e documentale, fallendo tuttavia l'approdo alla finale scudetto dopo la doppia sconfitta in semifinale rimediata contro il forte Arzignano Grifo. Nell'ottobre 2004 è chiamato dal presidente Zarattini a sostituire sulla panchina della Luparense il dimissionario Miguel Rodrigo, cogliendo all'esordio una vittoria proprio contro il suo Montesilvano. Con la formazione padovana raccoglie 4 successi e una sconfitta prima della sosta dei campionati dovuta alla disputa dei Mondiali FIFA di calcio a 5.

## L'incidente
La sera del 27 novembre 2004, dopo aver sostenuto a San Martino di Lupari un'amichevole contro il Cesena, Roma fu vittima di un violento incidente stradale mentre percorreva l'autostrada A14 per tornare nella natia Montesilvano dove viveva con la moglie e i tre figli. Attorno alle 22:45, lungo il tratto tra Pedaso e Grottammare, la sua Peugeot 206 cabrio urtò violentemente contro il New Jersey di cemento posto tra le due carreggiate, ribaltandosi nella corsia opposta. L'allenatore, rimasto incastrato tra le lamiere fu trasportato immediatamente dal 118 all'ospedale di San Benedetto del Tronto. Durante la notte i medici lo sottoposero inutilmente a tre interventi chirurgici, l'ultimo dei quali eseguito da uno specialista di chirurgia toracica giunto appositamente dall'ospedale "Torrette" di Ancona; Corrado Roma spirò la mattina seguente. La tragedia scosse profondamente il mondo del calcio a 5 nazionale, anche perché il tecnico montesilvanese era stato da poco designato come il successore di Alessandro Nuccorini sulla panchina della Nazionale. Proprio la Nazionale, impegnata in quei giorni nel Mondiali FIFA di calcio a 5 a Taipei, gli dedicò la vittoria per 3-2 contro la Spagna, mentre al funerale presenziarono le squadre al completo di CUS Chieti, Luparense e Montesilvano. Pochi mesi più tardi l'amministrazione comunale di Montesilvano gli intitolò il Palazzetto dello sport che tuttora porta il suo nome.